# Otto Schumann
Pour les articles homonymes, voir Schumann.
Otto Schumann (1886-1952) est un général allemand de la Seconde Guerre mondiale. SS-Gruppenführer et Generalleutnant der Polizei, il fut Befehlshaber der Ordnungspolizei à Stettin, La Haye, Münster et Vienne entre 1940 et 1945.

## Biographie
Otto Schumann naît le 11 septembre 1886 à Metz, une ville de garnison animée d'Alsace-Lorraine. Avec sa ceinture fortifiée, Metz est alors la première place forte du Reich allemand, constituant une pépinière d'officiers supérieurs et généraux. Comme ses compatriotes Kurt von Falkowski et Bodo Zimmermann, le jeune Otto se tourne naturellement vers la carrière des armes. Après le lycée de Trèves, il suit une formation militaire à la maison des cadets d'Oranienstein (de) à partir de début avril 1897 et à l'école principale prussienne des cadets de Groß Lichterfelde (de) à partir d'avril 1903. À partir de la mi-mars 1907, il sert avec le grade de lieutenant dans le 136e régiment d'infanterie.

### Première Guerre mondiale
Otto Schumann participe à la Première Guerre mondiale, comme officier de carrière. Il obtient la croix de fer, d’abord 2e classe, puis 1re classe.

### Entre-deux-guerres
Après guerre, Otto Schumann sert dans un corps franc, en province de Prusse-Orientale et dans les pays baltes. Dans les années 1920 et 1930, les effectifs de la Reichswehr ayant été sévèrement limités, Otto Schumann fait carrière dans la police. En 1933, Schumann devient membre du Parti national-socialiste des travailleurs allemands (NSDAP), peu de temps après son compatriote Theodor Berkelmann. D’août 1937 à mai 1940, Otto Schumann est nommé Befehlshaber der Ordnungspolizei, commandant de la police en uniforme, dans la région de Stettin dans le Wehrkreis II.

### Seconde Guerre mondiale
Otto Schumann intègre la SS à cette époque, en 1939, avec le grade de SS-Standartenführer und Oberst der Polizei. Il passe rapidement SS-Oberführer, premier grade dans le corps des officiers généraux SS. De mai 1940 à décembre 1942, il assure la même fonction à La Haye aux Pays-Bas. Le 30 janvier 1941, Otto Schumann est promu SS-Brigadeführer und Generalmajor der Polizei, général de brigade de police.
De décembre 1942 à septembre 1943, Otto Schumann est nommé Befehlshaber der Ordnungspolizei dans la région de Münster (Wehrkreis VI), en Rhénanie-du-Nord-Westphalie. À ce poste, le 27 août 1943, Schumann est enfin promu SS-Gruppenführer und Generalleutnant der Polizei, soit général de division SS et de police. Après cinq mois d’attente, il est nommé Befehlshaber der Ordnungspolizei à Vienne (Wehrkreis XVII) en février 1944. Le 9 novembre 1944, Otto Schumann est rattaché administrativement à l’état-major de la SS-Oberabschnitt West, une des 14 divisions administratives de la SS, siégeant à Düsseldorf.
Otto Schumann décéda le 8 novembre 1952 à Detmold, en Rhénanie-du-Nord-Westphalie.

## Distinctions
- Eisernes Kreuz (1914) IIe et Ire classes
- Kriegsverdienstkreuz (KVK) IIe et Ire classes
- Verwundetenabzeichen, 1918 in Schwarz
- Ehrenkreuz für Frontkämpfer
- Landesorden
- Ehrendegen des RF SS / Totenkopfring der SS

## Sources
- Ruth Bettina Birn: Die Höheren SS- und Polizeiführer. Himmlers Vertreter im Reich und in den besetzten Gebieten. Droste Verlag, Düsseldorf, 1986.
- Biographie sur lebensgeschichten.net.